# Đurići
Đurići es una localidad de Croacia en el ejido del municipio de Drenovci, condado de Vukovar-Sirmia.

## Geografía
Se encuentra a una altitud de 83 m s. n. m. a 285 km de la capital nacional, Zagreb.

## Demografía
En el censo 2011 el total de población de la localidad fue de 286 habitantes.
| Gráfica de población de Đurići 1857-2011                            |
|                                                                     |
| Según los censos de población de la oficina estadística de Croacia. |